# Les Faucons de la nuit
Ne doit pas être confondu avec Les Faucons de la nuit (roman).
Pour plus de détails, voir Fiche technique et Distribution.
Les Faucons de la nuit (Nighthawks) est un film américain réalisé par Bruce Malmuth, sorti en 1981.
Le film débute alors que Wulfgar, terroriste international, pose une bombe à Londres puis il vient à Paris y subir une opération de chirurgie esthétique. Peu après, il s'envole pour New York où il a l'intention de mettre la ville à feu et à sang. Interpol forme, in extremis, une brigade anti-Wulfgar. Le policier new-yorkais Deke DaSilva n'est pas satisfait de la proposition de ses supérieurs qui désirent le muter dans la brigade d'action anti-terroriste (BAAT) car il aime son travail. On réserve le même sort à son collègue de travail et ils seront rapidement obligés de livrer bataille.

## Synopsis
Trois assaillants armés attaquent une femme déguisée qui s'avère être le sergent-détective du NYPD Deke DaSilva de la Street Crimes Unit. Son partenaire, le sergent-détective Matthew Fox, immobilise deux des assaillants ; Deke poursuit le troisième à l'étage jusqu'à un quai d'une station de métro, le nargue et le neutralise avec un foulard. Ce jour-là à Londres, le terroriste Heymar Reinhardt (alias Wulfgar) fait exploser un grand magasin. À New York, DaSilva et Fox purgent un mandat d'arrêt à haut risque dans le Bronx. Ils font une descente dans un lieu de distribution de drogue et découvrent parmi les dealers des policiers corrompus. Après les arrestations, DaSilva rencontre son ex-épouse, Irène, et lui dit qu'il l'aime ; bien qu'elle repousse d'abord ses avances, ils finissent par se réconcilier.
Wulfgar rencontre un membre de son réseau lors d'une fête pour recevoir des documents de voyage et de l'argent. Méfiant à l'égard du livreur, Wulfgar le tue ainsi que trois agents de la police métropolitaine envoyés pour l'arrêter. Il s'échappe et le commissaire de police réprimande l'enquêteur principal, l'inspecteur Hartman. A Paris, Wulfgar rencontre sa compagne Shakka et apprend que ses maîtres le ostracisent parce que l'attentat a tué plusieurs enfants. Wulfgar subit une opération au visage pour modifier son apparence et décide de déplacer sa campagne terroriste à New York.
Le lieutenant Munafo transfère DaSilva et Fox à la nouvelle équipe ATAC (Anti-Terrorist Action Command), où ils rencontrent Hartman. Hartman et DaSilva s'affrontent, car Hartman estime que la police américaine n'est pas assez impitoyable pour faire face à un terroriste tel que Wulfgar. Bien qu'il hésite à cautionner le meurtre de Wulfgar, DaSilva absorbe sa nouvelle formation et commence à comprendre le terroriste. À New York, Wulfgar emménage avec une hôtesse de l'air nommée Pam et la tue lorsqu'elle découvre son arsenal. Agissant sur une astuce, Munafo ordonne à DaSilva et Fox de fouiller toutes les boîtes de nuit visitées par l'agent de bord. Ils trouvent Wulfgar dans une boîte de nuit et, après une fusillade et une poursuite à pied dans le métro, Wulfgar prend d'abord une femme en otage et l'utilise comme bouclier humain, empêchant DaSilva de tirer. Wulfgar s'échappe alors en coupant le visage de Fox avec un couteau, mettant en colère DaSilva, qui jure de tuer Wulfgar. À l'hôpital, Fox réprimande DaSilva pour ne pas avoir tiré.
L'escouade ATAC surveille une fonction des Nations unies au Metropolitan Museum of Art. Shakka, infiltrant le parti déguisé, coince Hartman sur un escalator et le tue. Après avoir détourné un tramway, Wulfgar exécute l'épouse de l'ambassadeur de France sous le regard de DaSilva depuis un hélicoptère de police en vol stationnaire. Wulfgar demande à DaSilva de monter à bord du tramway pour recevoir un bébé qu'il souhaite mettre en sécurité. DaSilva est hissé jusqu'au tramway aérien et affronte Wulfgar, exigeant de savoir pourquoi Wulfgar a tué la femme. Wulfgar dit qu'il l'a tuée parce qu'il le voulait ; se considérant comme un porte-parole de ceux qui ne peuvent pas parler pour eux-mêmes, il dit que tout le monde est une victime.
La police accepte les demandes de Wulfgar d'un bus pour l'escorter lui et les otages jusqu'à un aéroport, où un avion les attendra. Wulfgar et Shakka se cachent parmi les otages. Alors qu'ils montent dans le bus, DaSilva diffuse un enregistrement caché d'une conférence de Hartman dénonçant Shakka. Shakka, enragée, s'éloigne des otages et Fox lui tire dessus avec un fusil de sniper. Wulfgar s'échappe en conduisant le bus sur une rampe menant à l'East River, mais après avoir fouillé la zone, la police ne peut pas le trouver.
Dans la planque de Wulfgar, l'ATAC trouve des informations détaillées sur les membres individuels de l'équipe et sur Irène. Wulfgar s'introduit par effraction dans la maison d'Irène, la traquant dans la cuisine pendant qu'elle fait la vaisselle. Alors qu'il se faufile derrière pour la tuer, "Irène" se tourne soudainement vers Wulfgar, révélant DaSilva déguisée. Alors que DaSilva pointe son revolver sur Wulfgar, Wulfgar se jette sur lui ; DaSilva tire deux fois sur le terroriste, envoyant son corps s'écraser dans la rue. DaSilva sort de la maison et s'assoit à côté du corps sans vie de Wulfgar sur le perron de la maison d'Irène.

## Fiche technique
- Titre français : Les Faucons de la nuit
- Titre original : Nighthawks
- Réalisation : Bruce Malmuth
- Scénario : David Shaber (en) et Sylvester Stallone (non crédité), D'après une histoire originale de : Paul Sylbert
- Musique : Keith Emerson
- Photographie : James A. Contner
- Montage : Christopher Holmes & Stanford C. Allen
- Production : Martin Poll
- Sociétés de production : Universal Pictures, Martin Poll Productions, The Production Company & Herb Nanas Productions
- Société de distribution : Universal Pictures
- Pays :  États-Unis
- Langue : Anglais
- Format : Couleur - Mono - 35 mm - 1.85:1
- Genre : Policier, Thriller
- Durée : 93 min
- Budget : 15 000 000 $
- Dates de sortie en salles :
  -  États-Unis : 4 avril 1981
  -  France : 6 juillet 1981
- Interdictions : 
  -  Canada:12+ ( Québec) (changement de classification, 2003) • 16+ ( Québec) (classification originale)
  -  Royaume-Uni:16 (classification TV) •16 (classification originale)
  -  France : Tous publics avec avertissement
  -  États-Unis : R (PCA #25008)
- Affiche : Jouineau Bourduge (France)

## Distribution
- Sylvester Stallone (VF : Alain Dorval) : le sergent-inspecteur Deke DaSilva
- Rutger Hauer (VF : Claude Giraud) : Heymar 'Wulfgar' Reinhardt
- Billy Dee Williams (VF : Sady Rebbot) : le sergent Matthew Fox
- Lindsay Wagner (VF : Annie Sinigalia) : Irene
- Nigel Davenport (VF : Jean-Claude Michel) : Peter Hartman
- Persis Khambatta (VF : Maïk Darah) : Shakka Holland
- Hilary Thompson (en) (VF : Jeanine Forney) : Pam
- Joe Spinell (VF : Henry Djanik) : le lieutenant Munafo
- Robert Pugh (VF : François Leccia) : Kenna
- Charles Duval (VF : Marc Cassot) : Dr. Ghiselin
- Catherine Mary Stewart : la vendeuse de la galerie à Londres

## Galerie

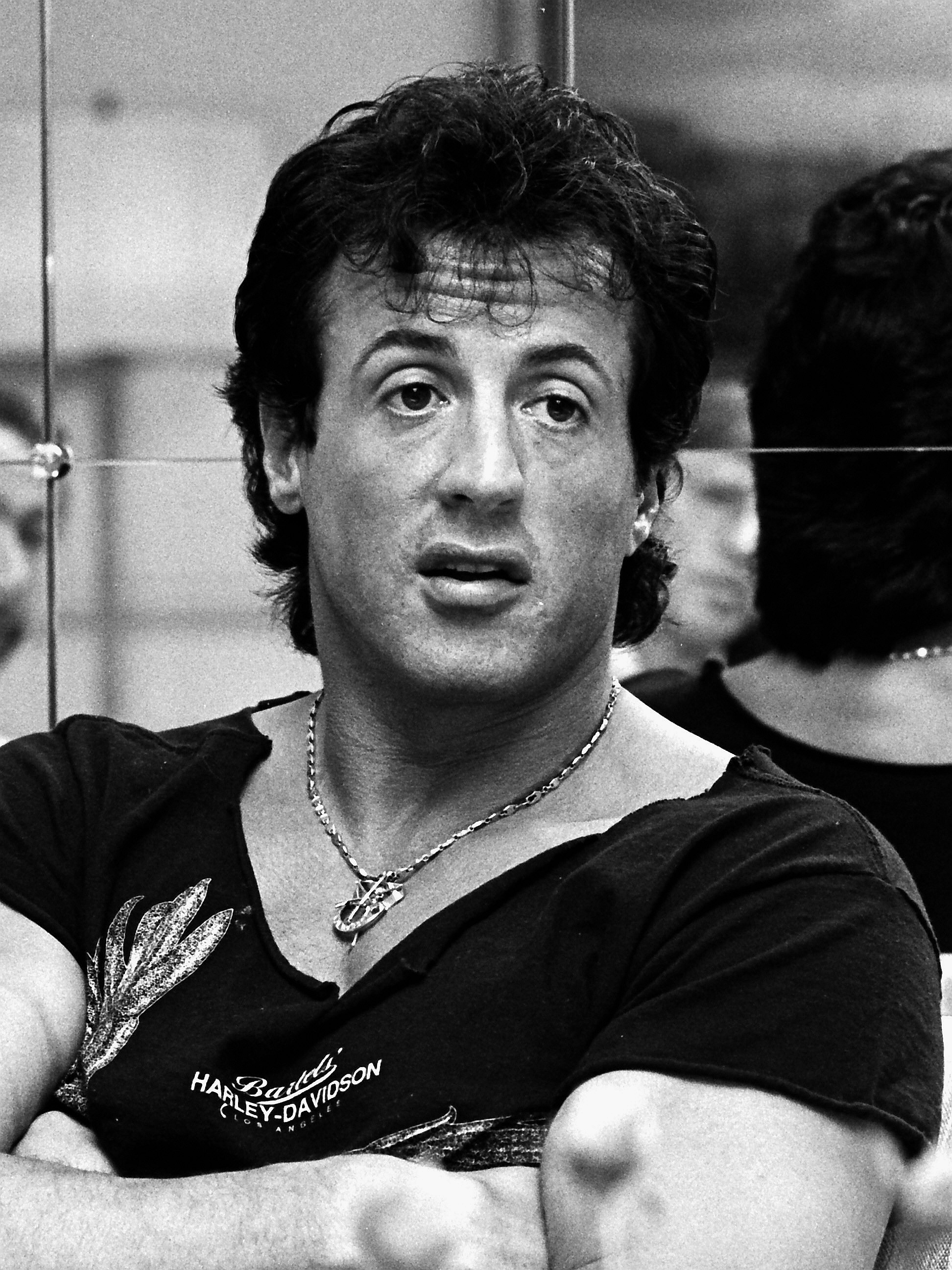
Sylvester Stallone
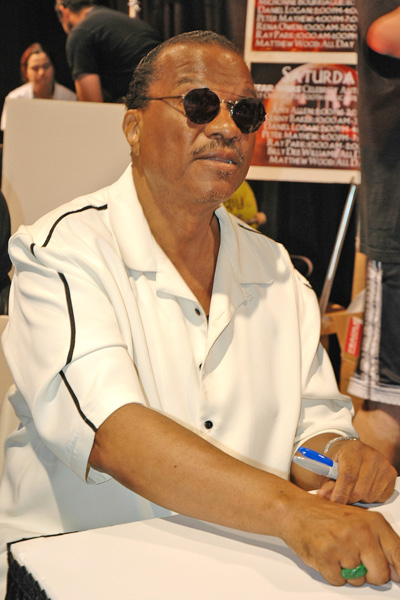
Billy Dee Williams
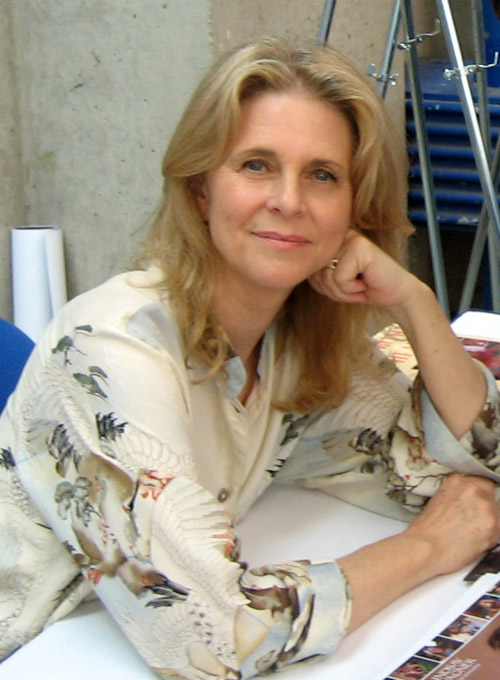
Lindsay Wagner
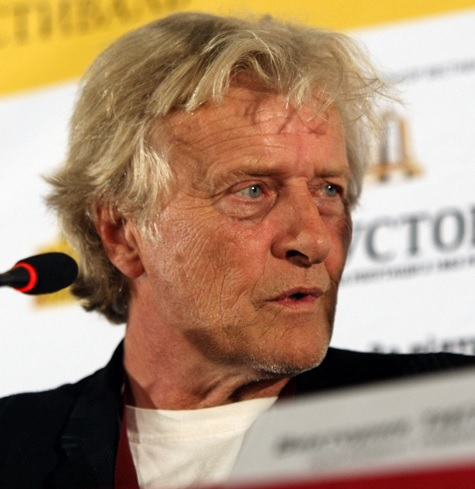
Rutger Hauer
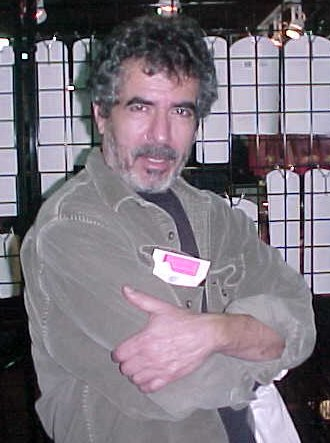
Jamie Gillis

## Anecdotes
- Gary Nelson fut le premier choix pour réaliser ce film, mais juste après quelques jours de tournage, il fut congédié. "Dès le deuxième  jour de tournage, se souvient Stallone, Nelson a pris son microphone et a demandé aux membres de l’équipe, si quelqu’un avait la moindre idée de réalisation à lui proposer. Inutile de préciser qu’il a été remplacé sur-le-champ."  C'est le réalisateur Bruce Malmuth qui fut engagé pour le remplacer. Lors du premier jour du tournage, c'est Sylvester Stallone qui a dû réaliser les premières scènes, car Bruce Malmuth  était indisponible.
- Rutger Hauer quitta les Pays-Bas pour tenter sa chance d'acteur aux États-Unis. Les Faucons de la nuit fut son premier rôle dans un film aux États-Unis.
- Cinquième et dernier film où Sylvester Stallone et Joe Spinell jouent ensemble après Adieu ma jolie, Rocky, Rocky 2 et La Taverne de l'enfer. C'est durant le tournage du film Les Faucons de la nuit que la relation amicale des deux acteurs fut interrompue. Ils n'ont plus gardé le contact jusqu'à la mort de Spinell.
- La musique de ce film a été signée par le regretté Keith Emerson, claviériste britannique qui fut autrefois membre du groupe Emerson, Lake and Palmer dès 1970.